# Еббі Лінкольн
Еббі Лінкольн (англ. Abbey Lincoln, справжнє ім'я Анна Марія Вулдридж — англ. Anna Marie Wooldridge; 6 серпня 1930, Чикаго — 14 серпня 2010, Нью-Йорк) — американська джазова співачка і акторка. Еббі Лінкольн почала творчу кар'єру в середині 1950-х років і виступала все життя. Вона випустила 20 музичних альбомів, знялася в кількох фільмах. За головну роль у стрічці «Заради любові до плюща», де її партнером був Сідні Пуатьє, вона отримала нагороду «Золотий глобус».
У 1960-і роки Еббі Лінкольн була відомою активісткою руху за громадянські права афроамериканців.

## Біографія
Народилася в бідній багатодітній сім'ї у Чикаго, жила у сільській місцевості в штаті Мічиган. Росла разом з 11 братами та сестрами, рано виявила здібності до музики, сама вчилася грати на фортепіано і співала у шкільному хорі.
У підлітковому віці Лінкольн працювала прислугою, але продовжувала співати. На початку 1950-х років вона виступала у нічних клубах Лос-Анджелеса під ім'ям Габі Вулдрідж, а потім Габбі Лі. У 20 років стала професійною співачкою, співала в нічних клубах під іменем Анна Марія, одночасно підробляла покоївкою. У 1952—1954 роках співала в клубах на Гавайських островах під псевдонімом Габі Лі. У 1956 взяла остаточне сценічне ім'я — Еббі Лінкольн і записала декілька композицій з оркестром Бенні Картера. У 1958 в Нью-Йорку записує платівку під назвою «It's A Magic». У 1957 знялася у вставній номері в музичній комедії «The Girl Can't Help It» («Дівчина нічого не може з цим вдіяти»), з'явившись на екрані в сукні, яку раніше Мерилін Монро одягала на зйомках кінофільму «Джентльмени надають перевагу білявкам» (1953).
Далі почала регулярні виступи і записи з бібоперами Телоніусом Монком, Мелом Волдроном, Чарльзом Мінгусом і барабанщиком Максом Роучем, брала участь в записі платівки Макса Роуча Freedom Now Suite (1960), композиції якої було направлено проти расової дискримінації афроамериканського населення країни. Одружилася з Роучем і в 1962—1970 в основному брала участь у його проєктах.
Під впливом Роуча Лінкольн відмовилася від первісного романтичного образу, стала одягатися як афроамериканка і співати пісні з політичним забарвленням. У 1993 році співачка так пояснила зміни у своєму образі: «Люди в залі зазвичай дивилися на моє декольте і оцінювали форми мого тіла. Це не має нічого спільного з музикою. У мене була мрія стати зіркою, так що Макс (Роуч) з'явився в потрібний час, щоб допомогти врятувати мене від самої себе. В іншому випадку, я б стала алкоголічкою і була нещасна».
Лінкольн відома зйомками у фільмах 1950-1960-х років. У 1965 знялася у фільмі «Просто людина» (Nothing But A Man, про життя кольорового населення Америки). У 1968 році з Сідні Пуатьє знялася у фільмі у фільмі «Тільки для любові», за який отримала номінацію на «Золотий глобус». У 1975 з ініціативи президента Гвінеї взяла собі ще одне ім'я — Амінат Мосека. У другій половині 1970-х років багато виступала з концертами на підтримку різних радикальних політичних рухів. Після 1980 співала в нью-йоркських клубах.
Була відомою активісткою руху за громадянські права афроамериканців. Неодноразово підкреслювала, що виконання будь-якої пісні — пропагандистський акт. Часто її звинувачували в «чорному націоналізмі».

## Дискографія
- Abbey Lincoln's Affair … A Sorry Of A Girl In Love (1956)
- That's Him! (Riverside, 1957)
- It's Magic (Riverside, 1958)
- Abbey Is Blue (Riverside, 1959)
- Straight Ahead (Candid, 1961)
- People In Me (1973)
- Golden Lady (1980)
- Talkin' To The Sun (1983)
- A Tribute To Billie Holiday (1987)
- Abbey Sings Billie. Vol. 2 (1987)
- The World Is Falling Down (1991)
- You Gotta Play The Band (1992, зі Стен Гетц)
- When There Is Love (1993)
- A Turtle's Dream (1995)
- Who Used To Dance (1997)